# Torneo de Québec City 2016
El Coupe Banque Nationale 2016 es un torneo de tenis jugado en pistas indoor de moqueta. Es la 24.ª edición del Bell Challenge, y forma parte de los torneos internacionales WTA. Se llevará a cabo en Quebec, Canadá, del 12 de septiembre al 18 de septiembre de 2016.

## Cabeza de serie

### Individual
| Tenista              | Ranking | Preclasificada |
| Eugenie Bouchard     | 39      | 1              |
| Annika Beck          | 41      | 2              |
| Anna-Lena Friedsam   | 46      | 3              |
| Mirjana Lučić-Baroni | 57      | 4              |
| Monica Niculescu     | 58      | 5              |
| Julia Görges         | 64      | 6              |
| Naomi Broady         | 82      | 7              |
| Mona Barthel         | 96      | 8              |

- Ranking del 29 de agosto de 2016

### Dobles
| Tenista                            | Ranking | Preclasificada |
| Andrea Hlaváčková Lucie Hradecká   | 20      | 1              |
| Barbora Krejčíková María Irigoyen  | 87      | 2              |
| Alla Kudryavtseva Alexandra Panova | 101     | 3              |
| Ysaline Bonaventure María Sánchez  | 181     | 4              |

## Campeonas

### Individual femenino
Océane Dodin venció a  Lauren Davis por 6-4, 6-3

### Dobles femenino
Andrea Hlaváčková /  Lucie Hradecká vencieron a  Alla Kudryavtseva /  Alexandra Panova por 7-6(2), 7-6(2)